# Хропов, Иван Николаевич
Иван Николаевич Хропов (1898—1962) — деятель советских спецслужб, полковник МГБ.

## Биография
Родился в крестьянской семье, русский.
Учился на электромеханическом отделении Петроградского политехнического института. С 1918 года член РКП(б), в 1918—1920 годах — в РККА, в 1920—1921 — в органах ВЧК.
В 1921—1922 годах — уполномоченный Наркомата иностранных дел РСФСР в Мурманске, Председатель Мурманской губЧК, член Мурманского губисполкома.
В 1922—1924 годах работал в органах ЧК Петроградского военного округа.
В 1924—1928 годах — начальник ГПУ Автономной Карельской ССР, член Президиума ЦИК Автономной Карельской ССР, член ЦИК АКССР V—VII созывов.
В 1930—1936 годах — член Верховного Суда РСФСР, заместитель начальника Управления НКВД по Ленинградской области по кадрам.
В 1936—1952 годах — начальник Ленинградской межкраевой школы НКВД/НКВД/НКГБ/МГБ СССР.
С мая 1952 года на пенсии.

## Сочинения
- В борьбе с белофинской авантюрой в Беломорско-Ухтинской Карелии в 1921—1922 гг. // Красная летопись: журнал. — 1933. — № 2.